# Wasserwand (Chiemgauer Alpen)
Die Wasserwand ist ein 1367 m ü. NHN hoher Gipfel in der Heuberggruppe.

## Topographie
Die Heubergruppe besteht aus den Einzelgipfeln Wasserwand, Kindlwand, Kitzstein und Heuberg selbst. Die Wasserwand bildet dabei den zweithöchsten Gipfel und ist mit einem ca. 400 m langes Felsband recht eigenständig. Der Zustieg zum Gipfelkreuz erfordert leichte Kletterei über einen versicherten Steig.

## Galerie

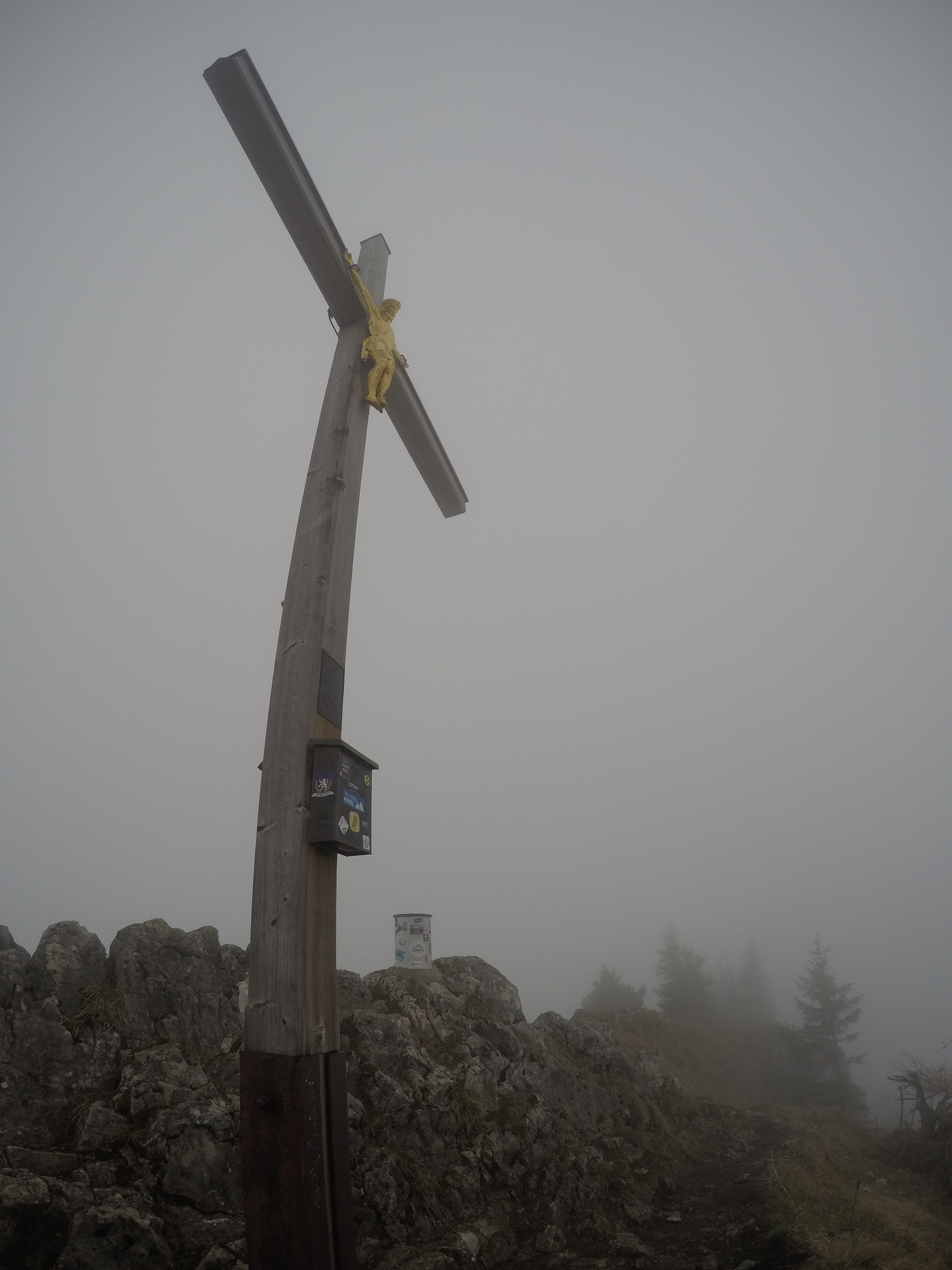
Wasserwand, Gipfelkreuz